# Confeitaria Nacional
Confeitaria Nacional est une pâtisserie et un salon de thé situé Praça da Figueira, à Lisbonne. Elle est fondée est 1829.

## Sources
(pt + en) site officiel